# Brüderlein fein (Film)
Brüderlein fein ist ein 1941 in Wien hergestellter, reichsdeutscher Spielfilm von Hans Thimig über das Leben des österreichischen Autors Ferdinand Raimund (1790–1836). Die Titelrolle spielt Hans Holt. An seiner Seite treten weitere prominente Wiener Künstler auf, darunter Hermann Thimig, Marte Harell, Paul Hörbiger und Winnie Markus. Die Geschichte wurde frei nach dem Roman “Da leg’ ich meinen Hobel hin …” von Eduard Paul Danszky gestaltet.

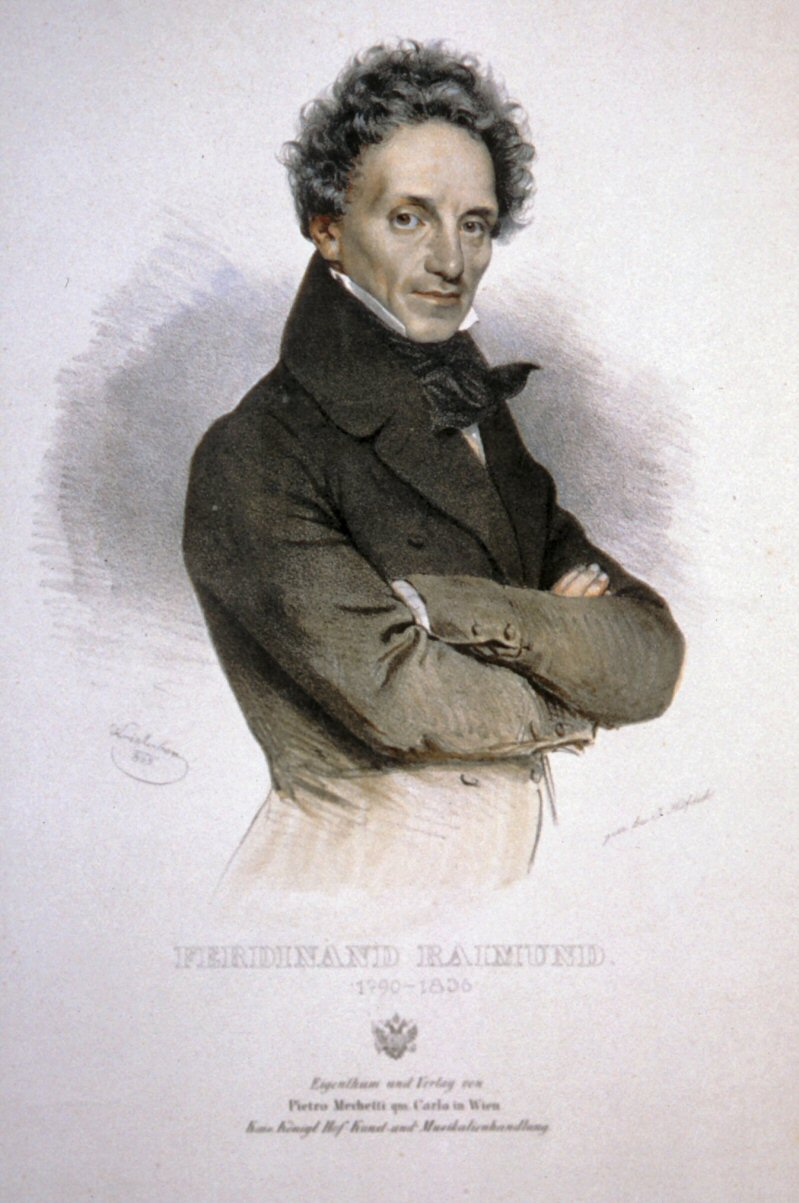
Der reale Ferdinand Raimund (Lithographie von 1835)

## Handlung
Wien, in den 1820er Jahren. Der junge Schauspieler Ferdinand Raimund hat bereits erste Erfolge an der hauptstädtischen Bühne zu verzeichnen, doch befriedigt ihn diese Tätigkeit nicht sonderlich. Vielmehr sieht er seine Berufung in der Dichtkunst, als Dramatiker. Die Begegnung mit dem gefeierten Kollegen Franz Grillparzer führt dazu, dass er einen Berufswechsel vollzieht und sich auf das Verfassen von volksnahen Stücken konzentriert. Schon die Theaterpremiere von Raimunds erstem Stück wird ein voller Erfolg. In der Zwischenzeit sind sich er und Toni Wagner, die blutjunge Tochter eines Café-Betreibers, bei dem Ferdinand eine Unterkunft bezogen hat, näher gekommen. Vor allem die sehr liebe, aber auch etwas naive Frau ist bis über beide Ohren in Raimund verliebt. Als die leicht frivole Künstlerin Luise Gleich, wie Ferdinand auf der Bühne auftretend, den leicht alkoholisierten Raimund von der Premierenfeier nach Haus ins Café Wagner begleitet, bleibt das dem alten Cafétier nicht verborgen. Der wirft Ferdinand daraufhin auf die Straße, denn er duldet zu so später Stunde keinen Damenbesuch. Toni Wagner ist aufgrund dieser beiden Ereignisse gleich doppelt untröstlich.
Luise Gleich ist derweil schwanger geworden. Der Vater des Kindes ist der blasierte Fürst Kaunitz, der aufgrund seiner gesellschaftlichen Stellung niemals zu ihr, geschweige denn zu ihrem Kind stehen wird. Luises Vater, wie Ferdinand ein Dichter und zugleich Direktor des Theaters in der Josefstadt, versucht mit einigem Druck, Raimund dazu zu überreden, an Kaunitz’ Stelle die Vaterschaft anzuerkennen. Dazu aber ist Ferdinand Raimund nicht bereit. Der öffentliche Druck und sein Publikum wendet sich daraufhin gegen ihn, denn ganz Wien glaubt, dass sich der Bestäuber Luises seiner Verantwortung schmählich entziehen will. Ferdinand erwägt, sich das Leben zu nehmen. Schließlich beugt er sich aber dem öffentlichen Druck und heiratet Luise. Betrübt verlässt der junge Poet seine eigene Hochzeitsfeier, als sich ihm die junge Chorsängerin Therese Krones zuwendet. Sie will ihm ihr Können unter Beweis stellen und singt Ferdinand etwas vor. Raimund ist begeistert von Therese und verspricht ihr, sie bei der Uraufführung seines nächsten Volksstücks zu berücksichtigen. Er fühlt sich ihr verbunden, nicht nur künstlerisch, sondern auch, weil sie für einen Moment all seine Sorgen vertreibt.
Therese Krones wird sofort vom Publikum angenommen und gefeiert, sie wird zur idealen musikalischen Interpretin der Raimund-Vorlagen. Raimund verliebt sich in Therese, doch die erwidert seine Gefühle nicht, sondern wendet sich vielmehr dem halbseidenen Graf Severin von Jaroszynski zu. Der unhaltbaren Zustände bewusst, in die er durch seine Ehe mit der ungeliebten Luise geraten ist, lässt sich Raimund von seiner Gattin wieder scheiden. Zur selben Zeit leidet Therese, noch in ihren Zwanzigern, an einer schweren Lungenkrankheit und muss sich daraufhin vom Theater zurückziehen. Derweil befindet sich der Volkspoet Raimund auf große Deutschland-Tournee. In der Zeitung muss Ferdinand lesen, dass Thereses Liebe, der polnische Graf, daheim als Raubmörder verurteilt sein soll. Er soll einen seiner Gläubiger umgebracht haben. Ferdinand macht sich große Sorgen, wie die bereits schwer angeschlagene Therese diese Nachricht aufgenommen haben könnte. Und so reist er augenblicklich nach Wien zurück. Doch es ist bereits zu spät. Allein muss er Therese an ihrem Totenbett beweinen. Doch Ferdinand Raimund trifft erneut auf Toni. Der Film lässt offen, ob er und seine Jugendliebe wieder zusammenkommen und eine gemeinsame Zukunft haben werden.

## Produktionsnotizen
Die Dreharbeiten zu Brüderlein fein begannen am 28. Juli 1941 mit den Atelieraufnahmen in Wiens Rosenhügel- und in den Sievering-Ateliers, der Beginn der Außendrehs fielen auf Mitte September 1941. Der Film wurde am 29. Januar 1942 im Wiener Scala-Kino uraufgeführt, die Berliner Premiere fiel auf den 13. Februar desselben Jahres als Brüderlein fein im Gloria-Palast und im Titania-Palast anlief.
Ernst Garden übernahm die Produktionsleitung. Die umfangreichen Filmbauten, die das Wien der Biedermeierzeit wiederbeleben sollten, entwarfen Julius von Borsody und Carl Haacker. Sepp Ketterer assistierte Chefkameramann Hans Schneeberger. Die erst 20-jährige Henny Brünsch besorgte an der Seite ihres Lehrers Arnfried Heyne den ersten Filmschnitt ihrer Karriere. Herbert Janeczka sorgte für den Ton.
Der überdurchschnittlich teure Film kostete rund 1.745.000 Reichsmark und erhielt das Filmprädikat „volkstümlich wertvoll“.

## Musiktitel
Folgende Musik- bzw. Gesangstitel sind zu hören:
- „Am sichersten ruh sich’s im Österreicher Land“ und „Das Pudellied“, gesungen von Hans Holt und Jane Tilden
- „Der Ferdinand, nicht ich“, gesungen von Hermann Thimig
- „Das Hobellied“, gesungen von Hans Holt
- Anna Tassoupolus lieh Mate Harell ihre Gesangsstimme zu den Liedern „Brüderlein fein“ (aus Ferdinand Raimunds Der Bauer als Millionär) und „Die gefesselte Phantasie“.

## Kritiken
Die zeitgenössischen wie auch späteren Kritiken besprachen den Film recht freundlich. Nachfolgend einige Beispiele:
Die Wiener Neueste Nachrichten befanden: „So wie ein inniges Märchen greift diese filmische Romanze … an unser Herz. „Brüderlein fein“ ist keine nüchterne Biografie, die mit kleinlicher Genauigkeit an historischen Einzelheiten festhält. Mit sachten Händen hat Spielleiter Hans Thimig den zarten Schleier der Phantasie darübergebreitet und so vielleicht den tieferen Einblick in die Seele des Dichters gewährt. Er fand den richtigen Grundton für dieses in zarten Pinselstrichen angelegte Gemälde.“
Das kleine Volksblatt schrieb: „Hans Thimig … ist es gelungen, das einigermaßen skurrile Lebensschicksal des großen Volksdichters Raimund lebenswahr und zeitecht zu gestalten.“

„… der Film will also kaum eine Biographie in dem Sinne sein, dass er uns ein richtiges Bild des Dichters bieten möchte, wenn auch die dargestellten Episoden ihren historischen Grund haben. Sonst müsste man bemängeln, dass der Charakter des Dichters zwar reichhaltig, aber immer noch zu einseitig gezeigt werde, dass gerade sein Dichtertum zu sehr verborgen bleibe … Im Rahmen des Dargestellten entsteht ein wohltuend geschlossenes, sympathisches Bild, in dem das Bild der damaligen Zeit ohne Aufdringlichkeit in seinem unverkennbaren Charme zum Leben gebracht wird. Hans Holt als Raimund, Hermann Thimig als dessen Freund, Paul Hörbiger als Grilparzer [sic!] bringen eine bereits selten gewordene Wärme in den Film wie sie ja zu Raimunds Stücken gehört.“

Cinema-online urteilte knapp: „Bieder aber unterhaltsam“.

„Rührselige, schauspielerisch ansprechende Unterhaltung, die recht frei mit der Biografie des Wiener Volksschauspielers Ferdinand Raimund umspringt.“